# Lion's Cup 1984 - Singolare
Il singolare del torneo di tennis Lion's Cup 1984, facente parte del Virginia Slims World Championship Series 1984, ha avuto come vincitrice Manuela Maleeva che ha battuto in finale Hana Mandlíková con il punteggio di 6–1, 1–6, 6–4.

## Tabellone

### Legenda
| - Q = Qualificato - WC = Wild card - LL = Lucky loser | - ALT = Alternate - SE = Special Exempt - PR = Protected Ranking | - w/o = Walkover - r = Ritirato - d = Squalificato |

|  | Semifinali       | Semifinali       | Semifinali       | Semifinali | Semifinali |  |  | Finale          | Finale          | Finale | Finale | Finale |  |
|  |                  |                  |                  |            |            |  |  |                 |                 |        |        |        |  |
|  | Manuela Maleeva  | Manuela Maleeva  | Manuela Maleeva  | 6          | 6          |  |  |                 |                 |        |        |        |  |
|  | Lisa Bonder      | Lisa Bonder      | Lisa Bonder      | 1          | 4          |  |  | Manuela Maleeva | Manuela Maleeva | 6      | 1      | 6      |  |
|  | Hana Mandlíková  | Hana Mandlíková  | Hana Mandlíková  | 6          | 6          |  |  | Hana Mandlíková | Hana Mandlíková | 1      | 6      | 4      |  |
|  | Andrea Temesvári | Andrea Temesvári | Andrea Temesvári | 4          | 3          |  |  |                 |                 |        |        |        |  |